# Cottonwood, okrug Apache (Arizona)
Cottonwood je naseljeno područje za statističke svrhe u američkoj saveznoj državi Arizona. Prema popisu stanovništva iz 2010. u njemu je živjelo 226 stanovnika.